# Ochosternus montrouzei
Ochosternus montrouzei is een keversoort uit de familie kniptorren (Elateridae). In 1891 werd de wetenschappelijke naam van deze soort voor het eerst op geldige wijze gepubliceerd door Fleutiaux.